# I Wanna Rock
I Wanna Rock ist ein Song, der von Dee Snider geschrieben wurde und von seiner Band Twisted Sister gespielt wird. Er wurde auf dem 1984 erschienenen Album Stay Hungry veröffentlicht.

## Musikvideo
Wie der frühere Song der Band We’re Not Gonna Take It zeigt das Musikvideo den Schauspieler Mark Metcalf. Im Video spielt er einen strengen und autoritären Lehrer, der einen seiner Schüler schikaniert, weil dieser das Twisted-Sister-Logo auf sein Notizbuch gezeichnet hat. Er will von ihm wissen, was er aus seinem Leben zu machen gedenkt, woraufhin er nur antwortet: „I wanna Rock“. Daraufhin verwandeln sich er und vier seiner Klassenkameraden in die Mitglieder von Twisted Sister und widersetzen sich den Versuchen des Lehrers, sie aufzuhalten. Der Lehrer scheitert dabei mehrmals im Stil der Slapstick-Comedy.

## Parodien
Eine Parodie mit dem Titel Goofy Goober Rock (in Deutsch: „Taube Nüsschen Rock“) wird in Der SpongeBob Schwammkopf Film von 2004 gezeigt.

## Vorkommen in TV-Serien
In der Episode Bauchgefühl (Staffel 33) der Simpsons wird dieser Song abgespielt, als Homer in Erinnerungen an einen Aquapark mit ziemlich gefährlichen Rutschen schwelgt, den er in seiner Jugend besuchte. Der Song ertönt erneut, als er mit Bart und Lisa eine dieser verlassenen Rutschen runter rutscht, die die einzige (versteckte) Attraktion in dem inzwischen öde gewordenen Aquapark ist.

## Rezeption
2009 wurde das Lied in einer Show von dem Sender VH1 auf Platz 17 der besten Hard-Rock-Songs gesetzt.

## Kommerzieller Erfolg

### Chartplatzierungen
| ChartsChartplatzierungen       | Höchstplatzierung | Wochen |
| ------------------------------ | ----------------- | ------ |
| Vereinigte Staaten (Billboard) | 68 (7 Wo.)        | 7      |
| Vereinigtes Königreich (OCC)   | 93 (1 Wo.)        | 1      |

### Auszeichnungen für Musikverkäufe
| Land/Region | Auszeichnungen für Musikverkäufe (Land/Region, Auszeichnung, Verkäufe) | Verkäufe |
| ----------- | ---------------------------------------------------------------------- | -------- |
| Kanada (MC) | 2× Platin                                                              | 20.000   |
| Insgesamt   | 2× Platin ·                                                            | 20.000   |